# جيريمي سبنسر
جيريمي سبنسر (بالإنجليزية: Jeremy Spencer)‏ هو كاتب أغاني وموسيقي ومنتج أسطوانات أمريكي، ولد في 8 يناير 1973 في أوكلاند سيتي في الولايات المتحدة.

## وصلات خارجية
- جيريمي سبنسر على موقع ميوزك برينز (الإنجليزية)
- جيريمي سبنسر على موقع ديسكوغز (الإنجليزية)